# Teeks
 (juin 2025).
La mise en forme du texte ne suit pas les recommandations de Wikipédia : il faut le « wikifier ».
Les points d'amélioration suivants sont les cas les plus fréquents. Le détail des points à revoir est peut-être précisé sur la page de discussion.
- Les titres sont pré-formatés par le logiciel. Ils ne sont ni en capitales, ni en gras.
- Le texte ne doit pas être écrit en capitales (les noms de famille non plus), ni en gras, ni en italique, ni en « petit »…
- Le gras n'est utilisé que pour surligner le titre de l'article dans l'introduction, une seule fois.
- L'italique est rarement utilisé : mots en langue étrangère, titres d'œuvres, noms de bateaux, etc.
- Les citations ne sont pas en italique mais en corps de texte normal. Elles sont entourées par des guillemets français : « et ».
- Les listes à puces sont à éviter, des paragraphes rédigés étant largement préférés. Les tableaux sont à réserver à la présentation de données structurées (résultats, etc.).
- Les appels de note de bas de page (petits chiffres en exposant, introduits par l'outil «  Source ») sont à placer entre la fin de phrase et le point final[comme ça].
- Les liens internes (vers d'autres articles de Wikipédia) sont à choisir avec parcimonie. Créez des liens vers des articles approfondissant le sujet. Les termes génériques sans rapport avec le sujet sont à éviter, ainsi que les répétitions de liens vers un même terme.
- Les liens externes sont à placer uniquement dans une section « Liens externes », à la fin de l'article. Ces liens sont à choisir avec parcimonie suivant les règles définies. Si un lien sert de source à l'article, son insertion dans le texte est à faire par les notes de bas de page.
- La présentation des références doit suivre les conventions bibliographiques. Il est recommandé d'utiliser les modèles {{Ouvrage}}, {{Chapitre}}, {{Article}}, {{Lien web}} et/ou {{Bibliographie}}. Le mode d'édition visuel peut mettre en forme automatiquement les références.
- Insérer une infobox (cadre d'informations à droite) n'est pas obligatoire pour parachever la mise en page.

Pour une aide détaillée, merci de consulter Aide:Wikification.
Si vous pensez que ces points ont été résolus, vous pouvez retirer ce bandeau et améliorer la mise en forme d'un autre article.
Teeks, de son vrai nom Te Karehana Gardiner-Toi, est un artiste né le 26 octobre 1993 dans le Northland, en Nouvelle-Zélande. En 2017, lors des New Zealand Music Awards, il remporte le prix du meilleur artiste maori et est nommé dans les catégories de l'artiste révolutionnaire de l'année et du meilleur artiste soul/RnB. Son premier album, intitulé "Something to Feel", voit le jour le 26 mars 2021. Le 15 juillet 2023, Teeks a l'honneur d'interpréter l'hymne national néo-zélandais lors du premier match test de rugby entre la Nouvelle-Zélande et l'Afrique du Sud. 

## Vie et carrière
Teeks est né en 1993 dans le Northland, et possède des origines maories dans les villages de Ngāpuhi, Ngāi Te Rangi et Ngāti Ranginui. Il grandit dans la maison de son père à Opononi, près de Hokianga, dès l'âge de onze ans, mais passe également beaucoup de temps à Tauranga, où vit sa mère. Après le lycée, il étudie la musique et enseigne le Maori à l'Unitec Institute of Technology.
La culture maorie joue un rôle essentiel dans la musique de Teeks, influencé par le waiata et le kapa haka, termes maoris pour la chanson et la danse. Sa musique est également marquée par des artistes tels que Bob Marley et Elvis Presley, et il considère la performance et le chant comme des aspects intégraux de la culture maorie.
Aux New Zealand Music Awards 2017, Teeks remporte le prix du meilleur artiste maori et est nommé pour l'artiste révolutionnaire de l'année et le meilleur artiste soul/RnB.
Son premier album, Something to Feel, est sorti le 26 mars 2021.
Le clip de son single "Without You" est sorti le 19 août 2020. Il est réalisé par Tom Gould et est tourné à Hokianga en janvier 2020. Teeks déclare : « C'est mon endroit préféré au monde ». Il ajoute que c'est le territoire d'où est originaire son père. Le vidéoclip symbolise métaphoriquement un voyage intérieur, avec la mer comme toile de fond émotionnelle.
Il interprète l'hymne national néo-zélandais lors du premier match test de rugby entre la Nouvelle-Zélande et l'Afrique du Sud le 15 juillet 2023.

## Discographie

### Albums
| Titre             | Détails                                | Position dans les charts     | Certifications      |
| Titre             | Détails                                | Nouvelle-Zélande Music Chart | Certifications      |
| ----------------- | -------------------------------------- | ---------------------------- | ------------------- |
| Something to Feel | - Sortie : 26 mars 2021 - Label : Sony | 1                            | - RMNZ : 2× Platine |

### Extended plays
| Titre                | Détails                                       | Position dans les charts     | Certifications |
| Titre                | Détails                                       | Nouvelle-Zélande Music Chart | Certifications |
| -------------------- | --------------------------------------------- | ---------------------------- | -------------- |
| The Grapefruit Skies | - Sortie : 23 juin 2017 - Label : Auto-publié | 10                           | - RMNZ : Or    |
| I                    | - Sortie : 28 août 2020 - Label : Sony        | —                            |                |
| II                   | - Sortie : 13 novembre 2020 - Label : Sony    | —                            |                |

### Singles
| Titre                                                       | Année | Position chart               | Album                   |
| Titre                                                       | Année | Nouvelle-Zélande Music Chart | Album                   |
| ----------------------------------------------------------- | ----- | ---------------------------- | ----------------------- |
| "If Only"                                                   | 2017  | —                            | The Grapefruit Skies EP |
| "Ne soyez jamais séparé"                                    | 2017  | —                            | The Grapefruit Skies EP |
| "Whakaaria Mai (Comme tu es grand)" (avec Hollie Smith)     | 2019  | —                            |                         |
| "Without You"                                               | 2020  | —                            | Something to Feel       |
| "Remember Me"                                               | 2020  | —                            | Something to Feel       |
| "Première fois"                                             | 2021  | 20                           | Something to Feel       |
| "Plus jeune"                                                | 2021  | 4                            | Something to Feel       |
| "I Can't Make You Love Me" (Live at the Auckland Town Hall) | 2021  | —                            |                         |
| "Oil and Water"                                             | 2021  | 8                            | Something to Feel       |